# Долхештиј-Мари (Сучава)
Долхештиј-Мари (рум. Dolheștii-Mari) насеље је у Румунији у округу Сучава у општини Долхешти. Oпштина се налази на надморској висини од 272 m.

## Становништво
Према подацима из 2002. године у насељу је живело 1875 становника, од којих су сви румунске националности.